# Voto antecipado
Voto antecipado é um processo pelo qual os eleitores de uma eleição pública podem votar antes do dia da eleição em países como a Austrália, Alemanha, Canadá, Suécia, Tailândia e Estados Unidos. O voto antecipado pode ser feito à distância, por meio de votação por via postal ou pessoalmente, em zonas eleitorais normalmente designadas para votação antecipada. A disponibilidade e os prazos para a votação antecipada variam entre jurisdições e tipos de eleição. Os objetivos do voto antecipado são geralmente aumentar a participação dos eleitores e aliviar o congestionamento dos locais de votação no dia da eleição.
As categorias de pessoas que votam antecipadamente incluem aquelas que estarão fora das áreas eleitorais durante o período eleitoral, mesários e trabalhadores de zonas eleitorais, trabalhadores de campanha, pessoas com procedimentos médicos agendados para esse período, e adeptos de compromissos religiosos, entre outros.
O número de eleitores que votam cedo tem aumentado nos últimos anos. Como o voto antecipado incondicional (sem justificativa) tem ganhado terreno, alguns críticos têm condenado o processo como gravemente prejudicial para o processo democrático.

## Alemanha
Na Alemanha, a maioria dos eleitores são obrigados a registar os seus locais de residência e receber um wahlbenachrichtigung (notificação de eleição, os quais contém um formulário de inscrição de eleição), pelo menos, três semanas antes de uma eleição para o Bundestag. É possível lançar um voto diretamente no escritório de governo municipal que lida com a inscrição.
A exigência de uma justificativa foi removida em 2008, mas era só um resumo de garantia que nunca foi validado. 19% de todos os eleitores votaram antecipadamente em 2005.
Regras para as eleições nos estados, condados e municípios da Alemanha são muito semelhantes. Os alemães que vivem no exterior podem se registrar e votar via e-mail para eleições do Bundestag  e nas eleições para o Parlamento Europeu , mas não para as eleições estaduais e municipais.

## Austrália
Na Austrália, o voto antecipado é conhecido como pre-poll voting. No entanto, para lançar um voto antecipado um eleitor deve já estar registrado.

## Canadá
No Canadá, o voto antecipado é conhecido como advance polling. É oferecido a todos os eleitores em todas as eleições federal, provincial, e a maioria das eleições municipais. Em eleições federais, os eleitores não precisam ser registrados para votar adiantado, desde que eles estejam transportando um comprovante de identidade e endereço, ou tragam  um eleitor registado, que faça um juramento de identificação na zona eleitoral em seu nome.

## Estados Unidos
O voto antecipado (early voting) nos Estados Unidos é semelhante ao voto em ausência "justificado" . Em muitos estados dos EUA, o período varia entre quatro e cinqüenta dias anteriores ao dia das eleições. Voto antecipado em pessoa é permitido, sem a justificativa necessária em 33 estados americanos e no Distrito de Columbia (DC). Voto em ausência pelo correio, sem justificativa é permitido em 27 estados e DC. Em 20 estados, uma desculpa é necessária. Voto ausente permanente sem justificativa é permitido em 6 estados e em Washington, DC, e 3 estados (Oregon, Washington e Colorado) realizam todos os votos antecipados por correio.
| Histórico de voto antecipado nas eleições presidenciais dos Estados Unidos | Histórico de voto antecipado nas eleições presidenciais dos Estados Unidos | Histórico de voto antecipado nas eleições presidenciais dos Estados Unidos |
| Ano                                                                        | Votos antecipados                                                          | Origem                                                                     |
| -------------------------------------------------------------------------- | -------------------------------------------------------------------------- | -------------------------------------------------------------------------- |
| 2012                                                                       | 31.6%                                                                      | [ 4 ]                                                                      |
| 2008                                                                       | De 30,6%                                                                   | [ 5 ]                                                                      |
| 2004                                                                       | 22%                                                                        |                                                                            |
| 2000                                                                       | 16%                                                                        | [ 6 ]                                                                      |
| 1992                                                                       | 7%                                                                         | [ 5 ]                                                                      |

## Finlândia
A Finlândia e a Suécia possuem sistemas de votação antecipada semelhantes. A única distinção é que a Finlândia usa os correios como estações de voto antecipado .

## Irlanda
Na República da Irlanda, é comum que os eleitores  nas remotas ilhas litorâneas votem poucos dias antes da eleição, para evitar qualquer mau tempo de impedir a votação no dia oficial.

## Malta
Malta apresentou voto antecipado, em 2009, nas eleições gerais e para o Parlamento Europeu; o sistema foi utilizado pela primeira vez na eleição dos Membros do Parlamento Europeu de 2009. As eleições em Malta são realizadas em um sábado. Eleitores que estariam fora do país, no dia e estão prontos para fazer um juramento para tal efeito podem votar uma semana de antecedência, nas instalações da Comissão Eleitoral.

## Nova Zelândia
O voto antecipado tem sido possível na Nova Zelândia sem justificativa desde 2008. O período de adiantamento de voto começa na quarta-feira, 17 dias antes do dia da eleição, com cerca de 300 urnas instaladas em  todo o país. Os eleitores que comparecerem  a um local de votação antecipada apropriado para seu eleitorado (constituinte), podem votar da mesma forma que o fariam se votassem no dia da eleição. Se o eleitor estiver fora do eleitorado, matriculado após a data limite (31 dias antes do dia da eleição), ou na lista não publicada, eles devem lançar uma votação especial.
Em 2011 eleição, 334,600 votos  foram feitos com antecedência , o que representa 14,7% de todos os votos.

## Noruega
Na Noruega o voto antecipado é conhecido como "forhåndsstemming". Na eleição geral de 2009, 707,489 noruegueses votaram antecipadamente, 200 000 mais do que o recorde anterior, em 2001.

## Portugal
Em Portugal, o voto antecipado é permitido para militares,agentes de segurança e trabalhadores dos transportes que estiverem em serviço deslocados de seus locais de votação, desportistas de seleções nacionais em competições no estrangeiro, pessoas internadas, presos e cidadãos portugueses no estrangeiro a serviço, entre outros.

## Suécia

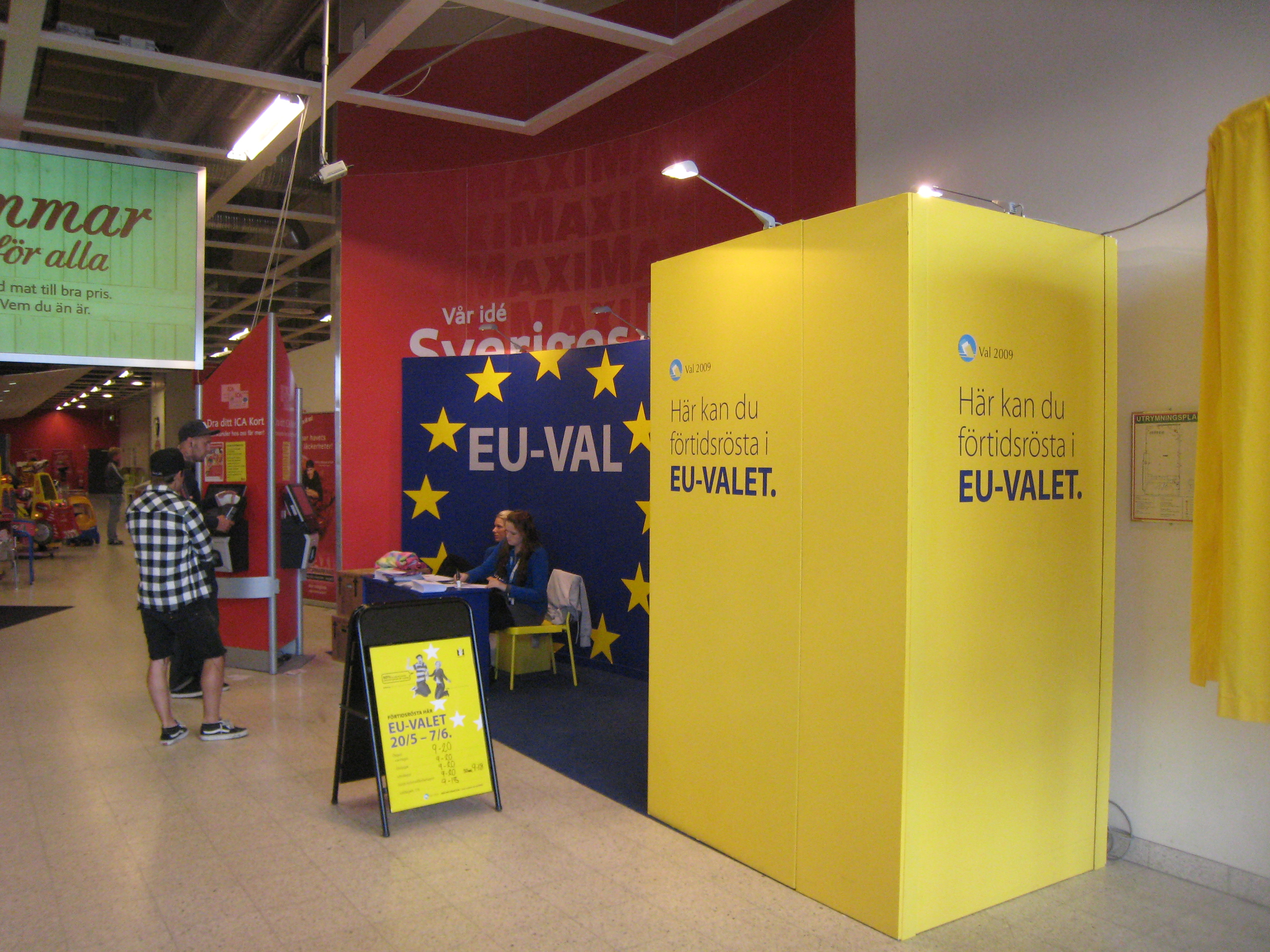
Voto antecipado em um supermercado, em Malmö, durante as eleições para o Parlamento Europeu 2009.

A Suécia tradicionalmente tem um alto índice de comparecimento nas eleições e tenta tornar o processo de votação o mais fácil possível. Não é necessário registrar-se, já que todas as pessoas são geralmente registradas com um comprovante de endereço. Normalmente, um eleitor deve comparecer ao local de votação especificado no dia da eleição, mas  qualquer pessoa pode votar na última semana em uma zona de votação antecipada em todo o país geralmente em órgãos municipais como bibliotecas.
Também, no dia da eleição, alguns locais de voto estão abertos, mesmo que o dia da eleição seja sempre no domingo. Em hospitais e lares para idosos, ha  oportunidades especiais de votação. Em eleições até 1998, os correios foram usados por várias décadas como estações de voto antecipado (agora os correios pertencem a uma empresa comercial e não são mais administrados pelo estado ). Suecos que vivem no exterior devem registar o seu endereço e podem votar nas embaixadas ou através de e-mail.
Os primeiros votos são transportados para as zonas eleitorais dos votantes em envelopes duplos. No dia da eleição, o eleitor pode votar na zona eleitoral. Antes que o voto antecipado seja contado, funcionários verificam se o eleitor votou no local de votação. Se for esse o caso, o voto é destruído, com o envelope interior fechado. Votos antecipados que não chegam ao local de votação na hora são transportados para o Conselho de administração municipal e contados como se o eleitor não tivesse votado.

## Suíça
A lei federal suiça permite o voto por via postal, em todas as eleições federais e referendos, e todos os cantões o permitem para problemas com as cédulas cantonais . Todos os eleitores recebem sua cédula pessoal  pelo correio poucas semanas antes da eleição ou do referendo. Eles podem lançá-la em um local de votação no dia da eleição ou remetê-la de volta pelo correio a qualquer momento.

## Tailândia
Na Tailândia, o voto antecipado é conhecido como เลือกตั้งล่วงหน้า (adiantamento de voto). Ele está disponível desde a Constituição de 1997 da Tailândia e é oferecido dentro e fora do eleitorado, especialmente para os trabalhadores migrantes e os estudantes, para todos os eleitores, nos lugares de votação, principalmente no escritório sede do distrito, para eleições da câmara de Representantes da Tailândia  e referendos.
Os eleitores são obrigados a registar nos escritórios distritais e receber uma notificação de resposta. Para o voto antecipado fora do círculo eleitoral, os eleitores deverão registrar, pelo menos, 30 dias antes do dia da eleição, salvo se o eleitor tenha se registrado para a última eleição. Eleitores que gostariam de voltar e votar na sua constituinte original (de acordo com a casa de inscrição) devem aplicar-se para registrar cancelamento.
Tailandeses que vivem no exterior também podem registrar-se em embaixadas ou consulados e votar por e-mail ou em embaixadas ou consulados antes do dia das eleições.
O dia do voto antecipado  é o mesmo dia da eleição: os eleitores devem portar prova de identidade, mas não pode ser vencida. A Comissão Eleitoral utiliza os escritórios de postagem para enviar cédulas eleitorais de outros constituintes e  constituintes originais no exterior . Eles serão contados com as cédulas do eleitorado no dia da eleição.
Voto antecipado na  eleição geral, 2011 foi organizado, no domingo (26 de junho de 2011), enquanto as eleições anteriores foram organizadas no sábado e domingo. Cerca de 2,6 milhões de pessoas, incluindo 1,07 milhões em Banguecoque, compareceram para votar, no entanto, muitos potenciais eleitores não puderam votar porque de grandes multidões. Os eleitores que não votaram no dia de votação antecipada ainda podem votar em seus  círculos eleitorais originais no dia da eleição.